# Eremedaille, verbonden aan de Orde van Oranje-Nassau
Dit is een lijst van in de Nederlandstalige Wikipedia opgenomen gedecoreerden met de Eremedaille, verbonden aan de Orde van Oranje-Nassau.

## Eremedaille, verbonden aan de Orde van Oranje-Nassau, in goud
- Arie den Arend
- Arie Evegroen (1977)
- Giovanni Narcis Hakkenberg
- Hendricus Petrus Koster (met de zwaarden)
- Jo de Leeuw
- Jos van Woerkom (1967)
- Marinus Johannes Adrianus Mol (1988)
- Fred Ormskerk (met de zwaarden)
- Mien van 't Sant (1981)
- Paul Albin Stenz (1900)
- Sake Lieuwe Tiemersma (1971)
- Ina de Vries-van der Lichte (1988)
- Ben Zomerdijk

## Eremedaille, verbonden aan de Orde van Oranje-Nassau, in zilver
- Leen Papo
- Mees Toxopeus
- Freek Velders